# 朵奔篾儿干
朵奔·篾兒干是孛兒帖赤那十一世孫，鐵木真的十一世祖。蒙古黄金家族的始祖。《元史》中作脫奔咩哩犍，清高宗時修訂《元史》譯名，改譯托本黙爾根，《蒙古秘史》中作朵奔蔑儿干。与妻子阿阑豁阿育有两个儿子不古讷台和别勒古讷台。朵奔篾兒干死後，阿蘭豁阿又感光受孕生有三子不忽台塔吉、不合秃撒勒只、孛端察儿。

## 后代
- 尼倫：不忽台塔吉（后代为合塔斤氏）、不合秃撒勒只（后代为撒勒只兀惕氏）、孛端察儿（后代为孛儿只斤氏）的后代
- 迭列斤：不古讷台（后代为不古讷兀惕氏）、别勒古讷台（后代为别勒古讷惕氏）的后代

## 父母兄弟
- 父亲：脱罗豁勒真伯颜
- 母亲：孛罗黑臣豁阿
- 兄长：都蛙锁豁儿（后代为朵儿边氏）